# Samosa
Samosa је prženo ili pečeno pecivo sa slanim punjenjem, poput začinjenog krompira, luka, graška, sira, govedine i drugog mesa ili sočiva. Ono može imati različite oblike, uključujući trouglaste, konusne ili polumesečne oblike, u zavisnosti od regiona. Indijski stil, često praćen čatnijem, verovatno je najpoznatiji iz široke porodice recepata od Afrike do Kine, koji potiču iz srednjeg veka ili ranije. Samose su popularno predjelo, prilog ili grickalica u lokalnim kuhinjama Južne Azije, Zapadne Azije, Jugoistočne Azije, Mediterana i Afrike. Zbog emigracije i kulturne difuzije sa ovih prostora, samose se danas često pripremaju u drugim regionima.

## Istorija
Samosa potiče sa Bliskog Istoka i Centralne Azije. Zatim se proširila u Afriku, Jugoistočnu Aziju, Južnu Aziju i drugde. Pojam samosa i njegove varijante obuhvataju porodicu peciva i knedli popularnih od severoistočne Afrike do zapadne Kine. Samosa se proširila na Indijski potkontinent, nakon invazije srednjoazijske turkijske dinastije u regionu. Hvaljenje samose (kao sanbusaj) može se naći u pesmi persijskog pesnika Išaka al-Mavsilija iz 9. veka. Recepti za ovo jelo nalaze se u arapskim kuvarima iz 10-13 veka pod imenima sanbusak i sanbusaj, a potiču od persijske reči sanbosag. U Iranu je jelo bilo popularno do 16. veka, ali do 20. veka njegova popularnost bila je ograničena na određene provincije (poput sambasa iz Larestana). Abolfazl Bejhaki (995-1077), iranski istoričar, spomenuo je to u svojoj istoriji Tarike Bejhaki.
Srednjoazijske samse uveli su na Indijski potkontinent u 13. ili 14. veku trgovci iz Centralne Azije. Amir Hosrov (1253–1325), naučnik i kraljevski pesnik Delhijskog sultanata, napisao je oko 1300. ne da su prinčevi i plemići uživali u „samosi pripremljenoj od mesa, gia, luka i tako dalje“. Ibn Batuta, putnik i istraživač iz 14. veka, opisuje obrok na dvoru Muhameda bin Tugluka, gde je samušak ili sambusak, mala pita punjena mlevenim mesom, bademima, pistaćima, orasima i začinima, služena pre trećeg kursa, od pilava. Nimatnama-i-Nasirudin-Šahi, srednjovekovni indijski kuvar pokrenut za Gijat al -Din Kaljija, vladara Malvskog sultanata u centralnoj Indiji, pominje umetnost pravljenja samose. Ajn-i-Akbari, mogulski dokument iz 16. veka, pominje recept za kutab, za koji kaže da ga „narod Hindustana naziva sanbusah“.

## Regionalni varijeteti

### Centralna Azija

#### Tadžikistan
Sambusa baraki su peciva punjena mesom, obično u obliku trougla, u tadžikistanskoj kuhinji. Punjenje se može pripremiti od mlevene govedine (ili tradicionalnije ovčetine pomešane sa repnom mašću), a zatim od luka, začina, semena kima i drugih začina pre pečenja u tandiru.

### Indijski potkontinent

#### Indija
Samosa je napravljena kore od svenamenskog brašna lokalno poznatog kao majda punjene nekim punjenjem, obično mešavinom pirea kuvanog krompira, luka, zelenog graška, sočiva, panira, začina i zelenog čilija ili voća. Samosa može biti vegetarijanska ili nevegetarijanska, u zavisnosti od punjenja. Zatim se celo pecivo prži u biljnom ulju ili retko u giu do zlatno smeđe boje. Služi se vruće i često se jede sa svežim zelenim čatnijem, poput mente, korijandera ili tamarinda. Takođe se može pripremiti kao slatki oblik, a ne kao slani. Samose se često poslužuju u čatu, zajedno sa tradicionalnim pratećim jelima pripremljenim od kokošijeg ili belog graška, garniranim jogurtom, tamarindom i zelenim čatnijem, seckanim lukom, korijanderom i čat masalom.

#### Maldivi
Vrste i sorte samose napravljene u maldivskoj kuhinji poznate su pod nazivom badžija. Pune se smešom koja uključuje ribu ili tunjevinu i luk.

### Afrika

#### Južna Afrika
Nazvani samusasi u Južnoj Africi, oni imaju tendenciju da budu manji od indijskih varijanti, i čine deo južnoafričke indijske i kejpsko malajske kuhinje.

#### Maskarenska ostrva
Samose, lokalno zvane samousas, takođe su veoma popularna užina na Reinionu i Mauricijusu, jer su se obe zemlje suočile sa ogromnim talasima radne imigracije sa indijskog potkontinenta. Samose su tamo uglavnom manje i punjene su piletinom, sirom, rakovima ili krompirom. Postoje, međutim, i sorte sa čokoladom i bananama ili picom.

### Srednji istok

#### Arapske zemlje
Sambouseci (arap. سمبوسك) su obično punjeni bilo mesom, lukom i pinjolima, ili sirom.

#### Iran
Sambuseci (pers. سمبوسه) mogu se naći po cijelom Iranu.

#### Izrael
U Izraelu, sambusak (hebr. סמבוסק) može biti polukružni džep testa ispunjen pireom od leblebije, prženim lukom i začinima. Druga sorta je punjena mesom, prženim lukom, peršunom, začinima i pinjolima, koji se ponekad meša sa pireom od leblebija i verzijom za doručak sa feta ili cfatski sirom i zatarom. Ostala česta punjenja su krompir i „pica“, koji je donekle slični kalzonu. Salmose su povezane sa mizrahskom jevrejskom kuhinjom, a različite recepte su u Izrael doneli jevrejski migranti iz drugih zemalja Bliskog Istoka i Afrike. Prema prehrambenom istoričaru Gilu Marksu, sambusak je tradicionalni deo sefardskog sabatskog obroka od 13. veka u Španiji.

### Regioni portugalskog govornog područja
U Goi (Indija) i Portugaliji samose su poznate kao šamusas. Obično se pune piletinom, govedinom, svinjetinom, jagnjetinom ili povrćem, i uglavnom se služe prilično vruće. Samose su sastavni deo goanske i portugalske kuhinje, gde su uobičajena zakuska.
Užina nadahnuta samosom takođe je vrlo česta u Brazilu, i relativno je česta u nekoliko bivših portugalskih kolonija u Africi, uključujući Zelenortska Ostrva, Gvineju Bisau, Sao Tome i Prinsipe, Angolu i Mozambik, gde su samose poznatije kao port. pastéis (u Brazilu) ili port. empadas (u portugalskoj Africi; na brazilskom portugalskom, port. empada se odnosi na potpuno drugačiju zakusku, uvek pečenu, male veličine i u obliku inverznog pudinga). Srodne su sa španskom empanadom i sa italijanskim kalzonom.

### Regioni engleskog govornog područja
Samose su popularne u Velikoj Britaniji, Trinidadu i Tobagu, Gvajani, Ugandi, Južnoj Africi, Ruandi, Keniji i Tanzaniji, a popularnost je takođe na usponu u Kanadi, i Sjedinjenim Državama. One se mogu zvati sambusa ili sambusak, ali u Južnoj Africi ih često nazivaju samusa. Zamrznute samose su sve više dostupne u prodavnicama prehrambenih proizvoda u Australiji, Kanadi, Sjedinjenim Državama i Velikoj Britaniji.

## Galerija
- Samosas in India
- Samosa with sauce available at Indian coffee houses in Kerala
- Vegetable samosa
- Bangladeshi samosas, snack food
- Burmese-style samusa are flat and triangular, and usually smaller than their Indian counterparts.
- Somali Sambuus being deep-fried

## Spoljašnje veze
- Fennel-Scented Spinach and Potato Samosas Архивирано 30 јануар 2008 на сајту
- Potato Samosas Архивирано 18 октобар 2006 на сајту